# Schmuckdroge

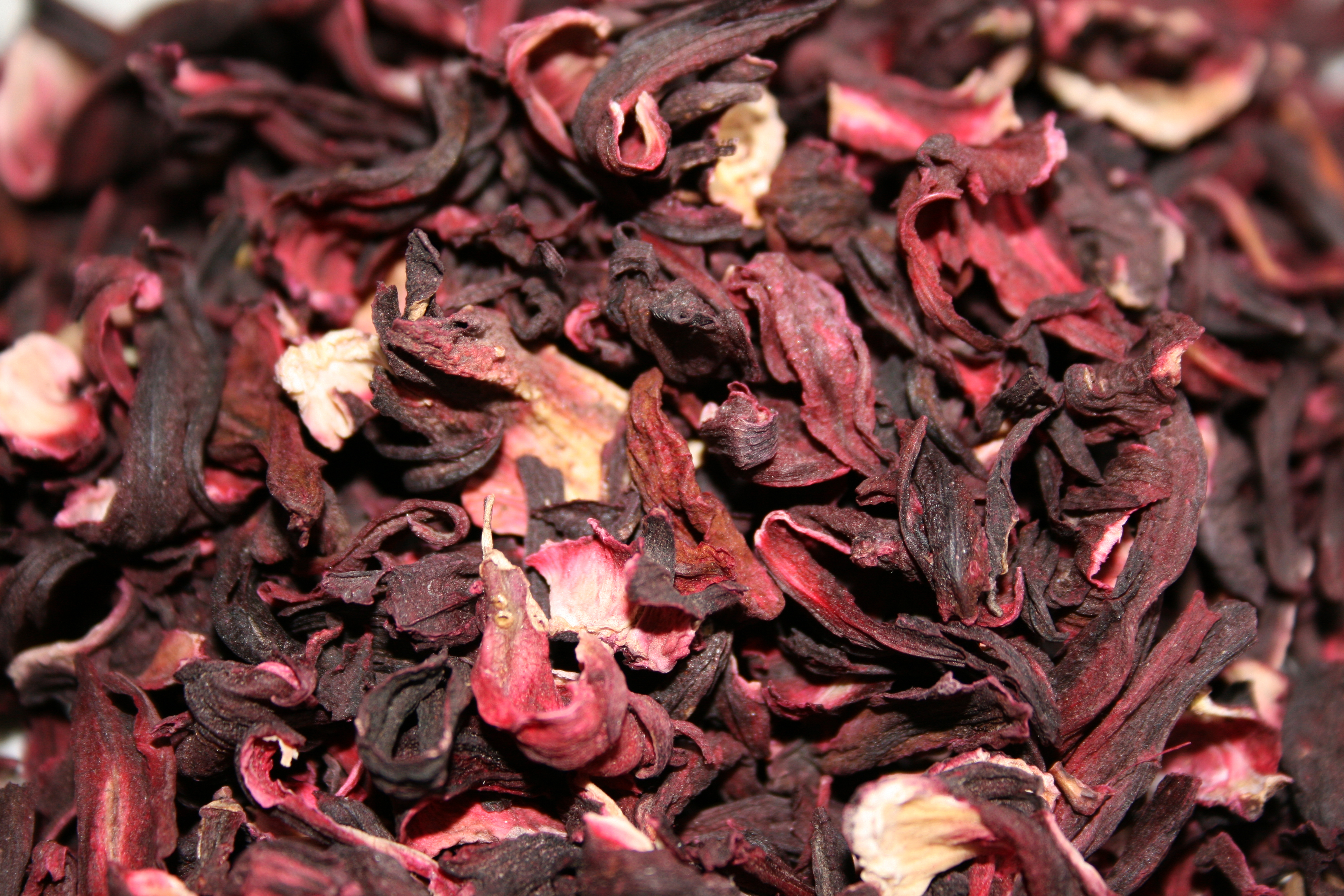
Hibiskusblüten geben einer Teemischung ein ansprechendes Aussehen

Eine Schmuckdroge, auch Konstituens genannt, ist ein Füllmittel, das fertigen Teemischungen durch Form und Farbe ein ansprechenderes Aussehen verleihen soll und selbst keine oder nur geringe Wirkung besitzt. Häufig werden dafür Blüten ausgewählt, da sie Volumen und eine schöne Farbe haben. Schmuckdrogen sind z. B. Ringelblume, Sandelholzbaum, Malve, Getreidestroh, Kornblume, Apothekerprimel, Rose und Holunder.
Siehe auch: Droge (Pharmazie)